# Öppna dagar
Öppna dagar var ett TV-program som sändes i Öppna Kanalen i Stockholm 2003. 
Programmet som hade premiär den 22 januari 2003 leddes av radarparet Filip Hammar och Fredrik Wikingsson under pseudonymerna Jonny Wedin och Jörgen Back, iförda röda tröjor. Programmet var upplagt som en talkshow där Filip och Fredrik satt i soffor och intervjuade mer eller mindre kända stockholmare. All teknik sköttes av gymnasieelever. Studiomusiker var Martin Persson som också var inslagsproducent under den första säsongen av High Chaparall med Fredrik och Filip. Henrik Bastin stod för regi och David Sundin var inslagsproducent.
Stående inslag var "Trananbrödet", "Mediemakthavaren" (spelad av Daniel Bergsten), "Bra eller Anus" och "Mickes Mytelogi". Programmet skulle sändas varje onsdag 22.30 under hela året men programmet lades ner precis innan sommaren. 

## Program (enligt deras hemsida)
1. Gäster: Kom-igen-Lena-Tjejen (Erica), Bobbo Krull Uppdraget: Henrik Bastin
2. Gäster: Jeansprofessorn, Micke Becker (Spy Bar)Uppdraget: Daniel Frodin
3. Gäster: Jonas Bonnier, Abbe Bonnier, Johnny Knoxville, Bam Margera etc (Jackass)Uppdraget: Gymnasietjejerna
4. Gäster: Jonas Leksell, Patrik Agerman Uppdraget: David Sundins brorsa
5. Gäster: Jonna Bergh, Hannah Widell
6. Gäster: Snubbelkungen; Martin Hjort
7. (Öppna mattan) Gäster: Adel Bazcar, Gymnasietjejerna
8. Gäster: Ola Lindholm

## Rättesnören för produktionen
1§ Programmet får aldrig uppfattas som en del av TV4:s Superfredag, varken av TV4 eller av publiken.
2§ Publiken måste alltid ta med sig egna stolar.
3§ Det är förbjudet att ligga med andra kanalprofiler, så som Stanley Sjöberg, Ebon Kram eller någon i styrelsen.
3.1§ Det är däremot mer än okej att i sändning "pusha" andra kanalprofiler.
3.2§ All teknik måste hanteras av kvinnor som vid tillfället genomgår sin gymnasieutbildning.
4§ All form av prestationsångest är förbjuden.
5§ Det är förbjudet att klippa i förinspelade inslag, förutom i de fall då Super VHS-kamerans rec-knapp används som redigerinsinstrument.
6§ Öppna Dagar är en fritidssysselsättning…
7§ … därför måste allt spåningsarbete kring produktionen skötas efter ordinarie arbetstid…
8§ …och om programmet "sätts" en timme före sändning är det att betrakta som en "fjäder i hatten".
9§ Det är ABSOLUT förbjudet att kalla Gymnasietjejerna för "Horor" eller
"horor".
9.1§ Det är däremot okej att kalla Micke Ronander för "Rockkuken".
9.2§ Det är också okej för Micke Ronander att kalla sig själv "Rockkuken".
10§ Det är under inga omständigheter acceptabelt att för redaktionsrelaterade möten stämma träff vid Svampen.
10.1§ I de fall det ska stämmas träff i närheten av Stureplan ska mötet omdirigeras till Ur & Penn-butiken i korsningen Kungsgatan/Birger Jarlsgatan.
11§ Det är förbjudet att till programmets innehåll hämta stoff ur kvällstidningarna.
11.1§ Det är överhuvudtaget förbjudet att i spåningsarbetet eller på teamfesterna nämna ordet "kvällstidning".